# Krautinsel
Krautinsel est une île intérieure allemande située dans le plus grand lac de Bavière, le Chiemsee.

## Géographie
L'île inhabitée a une superficie de 5 hectares environ, c'est l'île la plus petite du lac Chiemsee. Elle s'élève à une altitude de 518 m.